# Kyrios
Kyrios ou kurios (em grego clássico: κύριος; romaniz.: kū́rios) é uma palavra grega geralmente traduzida como "senhor" ou "mestre".  É usado na tradução da Septuaginta das escrituras hebraicas cerca de 7.000 vezes,  em particular traduzindo o nome de Deus YHWH (o tetragrama), e aparece no Novo Testamento grego Koiné cerca de 740 vezes, geralmente referindo-se a Jesus. 

## Grécia Clássica
Na Atenas clássica, a palavra kyrios se referia ao chefe da família, que era responsável por sua esposa, filhos e quaisquer parentes solteiros. Era responsabilidade do kyrios arranjar os casamentos de suas parentes mulheres, fornecer seus dotes, representá-los em tribunal, se necessário, e lidar com quaisquer transações econômicas em que estivessem envolvidos valendo mais do que um medimnos de cevada. Quando uma mulher ateniense se casou, seu marido se tornou seu novo kyrios. A existência do sistema de kurioi em outras partes da Grécia antiga é debatida, e as evidências não são claras, mas Cartledge argumentou que em Esparta os kurioi existiam, embora em Gortyn pareçam não ter existido.
O termo "κύριος" ainda é usado na língua grega moderna e é equivalente ao termo português "mestre" (título conferido a um homem adulto, alguém que tem controle sobre algo ou alguém) e "senhor" (um endereço para qualquer homem). Por exemplo, o termo "Sr. Smith" é traduzido como " κύριος Σμίθ "(kyrios Smith) em grego.

## Novo Testamento
Kyrios aparece cerca de 700 vezes no Novo Testamento, geralmente referindo-se a Jesus. O uso de kyrios no Novo Testamento tem sido objeto de debate entre os estudiosos modernos, e existem três escolas de pensamento sobre o assunto. A primeira escola é aquela baseada no uso da Septuaginta, a designação tem como objetivo atribuir a Jesus os atributos do Deus do Antigo Testamento. O raciocínio aqui é que na época em que a Septuaginta foi escrita, ao lerem em voz alta os judeus pronunciavam Adonai, a palavra hebraica para "Senhor", quando encontraram o nome de Deus, "YHWH", que foi assim traduzido para o grego do século III a.C. em diante em cada instância como kyrios e theos. Além disso, os primeiros cristãos, a maioria dos quais falava grego, deveriam estar profundamente familiarizados com a Septuaginta. A segunda escola é que, à medida que a Igreja primitiva se expandiu, as influências helenísticas resultaram no uso do termo. A terceira é que é uma tradução do título aramaico Mari aplicado a Jesus. No aramaico cotidiano, Mari era uma forma muito respeitosa de tratamento educado, muito acima de "professor" e semelhante ao rabino. Em grego, isso às vezes foi traduzido como kyrios. Embora o termo Mari expressasse o relacionamento entre Jesus e seus discípulos durante sua vida, os cristãos acabaram interpretando o kyrios grego como uma representação do senhorio sobre o mundo.
O Evangelho de João raramente usa kyrios para se referir a Jesus durante seu ministério, mas o faz após a Ressurreição, embora o kyrie vocativo (significando senhor) apareça com frequência. O Evangelho de Marcos nunca aplica o termo kyrios como uma referência direta a Jesus, ao contrário de Paulo, que o usa 163 vezes. Quando Marcos usa kyrios (por exemplo, em 1,3; 11.9; 12,11, etc.) é em referência a YHWH/Deus. Marcos, entretanto, usa a palavra em passagens onde não está claro se ela se aplica a Deus ou Jesus, por exemplo, em 5,19 ou 11,3.
Kyrios é um elemento-chave da cristologia do apóstolo Paulo. A maioria dos estudiosos concorda que o uso de kyrios, e portanto o senhorio de Jesus, é anterior às epístolas paulinas, mas que São Paulo expandiu e elaborou esse tópico. Mais do que qualquer outro título, kyrios definia a relação entre Jesus e aqueles que acreditavam nele como Cristo: Jesus era seu Senhor e Mestre que deveria ser servido de todo o coração e que um dia julgaria suas ações ao longo de suas vidas.
O título kyrios para Jesus é central para o desenvolvimento da cristologia do Novo Testamento, pois os primeiros cristãos o colocaram no centro de seu entendimento e a partir desse centro tentaram compreender as outras questões relacionadas aos mistérios cristãos.
kyrios também é essencial no desenvolvimento da Trindade, bem como da Pneumatologia do Novo Testamento (o estudo do Espírito Santo). 2 Coríntios 3,17-18 diz:
Agora o Senhor é o Espírito, e onde o Espírito do Senhor está, há liberdade. 18 E todos nós, com rosto descoberto, contemplando a glória do Senhor, [e] somos transformados na mesma imagem, de um grau de glória para outro. Pois isso vem do Senhor que é o Espírito. 
A frase "O Senhor é o Espírito" no versículo 17 é Ὁ δὲ Κύριος τὸ Πνεῦμά ( Ho dé Kū́rios tó Pneûmá). No versículo 18 é Κυρίου Πνεύματος (Kūríou Pneúmatos).
Em alguns casos, ao ler a Bíblia Hebraica, os judeus substituíam Adonai (meu Senhor) pelo Tetragrama e também podem ter substituído Kurios ao ler para um público grego. Orígenes refere-se a ambas as práticas em seu comentário sobre os Salmos (2,2). A prática foi devido ao desejo de não abusar do nome de Deus. Exemplos disso podem ser vistos em Philo.